# El desconocido (película de 2015)
El desconocido es una película de suspense psicológico, acción y policíaca española del año 2015, dirigida por Dani de la Torre y protagonizada por Luis Tosar. Se rodó en la ciudad de La Coruña y se estrenó en España el 25 de septiembre de 2015. Existe una versión alemana de 2018 de nombre Número desconocido, así como una versión coproducida internacionalmente llamada Retribution estrenada en 2023 y una adaptación surcoreana de 2021 titulada Amenaza explosiva.

## Argumento
Carlos (Luis Tosar), un ejecutivo de banca, empieza el día llevando a sus hijos, Sara (Paula del Río) y Marcos (Marco Sanz) al colegio. Nada más arrancar el coche recibe una llamada en un móvil que alguien colocó en el interior del vehículo y una voz anónima le comunica que tiene una bomba debajo del asiento, la cual explotará si se levanta él o alguno de los ocupantes del vehículo. El desconocido le advierte de que, si no reúne una cuantiosa suma de dinero y se la entrega en unas pocas horas, hará detonar la bomba sin importarle las consecuencias.

## Reparto
- Luis Tosar como Carlos
- Javier Gutiérrez como Lucas, el desconocido
- Goya Toledo como Marta
- Fernando Cayo como Jefe Espinosa
- Paula del Río como Sara
- Marco Sanz como Marcos
- Elvira Mínguez como Belén
- Antonio Mourelos como Ángel
- Ricardo de Barreiro como Víctor
- María Mera como Julia
- Luis Zahera como el conductor
- José Barato como un TEDAX
- Daniel Currás como un policía
- Camila Bossa como un médico
- Carolina Vázquez como Ana
- Mateo González como un GEO
- Abel Valis como el hombre del casco rojo
- Rubén de Marina como Halcón 1
- Fran Peleteiro como un policía
- Braulio Vilches como Ramón
- Pedro Alonso como Contreras
- Manuel Menárguez como 1.ª voz de Alejandro Rojas
- Xavier Estévez como 2.ª voz de Alejandro Rojas
- Paqui Horcajo como 1.ª voz de Mercedes
- Iolanda Muiños como 2.ª voz de Mercedes

## Palmarés cinematográfico
XXX edición de los Premios Goya
| Categoría                     | Persona                                    | Resultado |
| ----------------------------- | ------------------------------------------ | --------- |
| Mejor director novel          | Dani de la Torre                           | Nominado  |
| Mejor actor protagonista      | Luis Tosar                                 | Nominado  |
| Mejor actriz de reparto       | Elvira Mínguez                             | Nominada  |
| Mejor guion original          | Alberto Marini                             | Nominado  |
| Mejor montaje                 | Jorge Coira                                | Ganador   |
| Mejor dirección de producción | Carla Pérez de Albéniz                     | Nominada  |
| Mejor sonido                  | David Machado Jaime Fernández Nacho Arenas | Ganadores |
| Mejores efectos especiales    | Isidro Jiménez Pau Costa                   | Nominados |

71.ª edición de las medallas del Círculo de Escritores Cinematográficos
| Categoría               | Nominados        | Resultado |
| ----------------------- | ---------------- | --------- |
| Mejor película          | Mejor película   | Nominada  |
| Mejor actor             | Luis Tosar       | Nominado  |
| Mejor actriz secundaria | Elvira Mínguez   | Nominada  |
| Mejor guion original    | Alberto Marini   | Nominado  |
| Mejor montaje           | Jorge Coira      | Ganador   |
| Director revelación     | Dani de la Torre | Ganador   |
| Actriz revelación       | Paula del Río    | Nominada  |

Premios Platino
| Año  | Categoría                    | Nominados                                    | Resultado |
| ---- | ---------------------------- | -------------------------------------------- | --------- |
| 2016 | Mejor Ópera Prima de Ficción | Mejor Ópera Prima de Ficción                 | Nominada  |
| 2016 | Mejor Dirección de Montaje   | Jorge Coira                                  | Nominado  |
| 2016 | Mejor Dirección de Sonido    | David Machado, Jaime Fernández, Nacho Arenas | Nominado  |

Otros
- Premio Mestre Mateo a la Mejor Película (galardón de la Academia Gallega).